# Andrew Bloxam

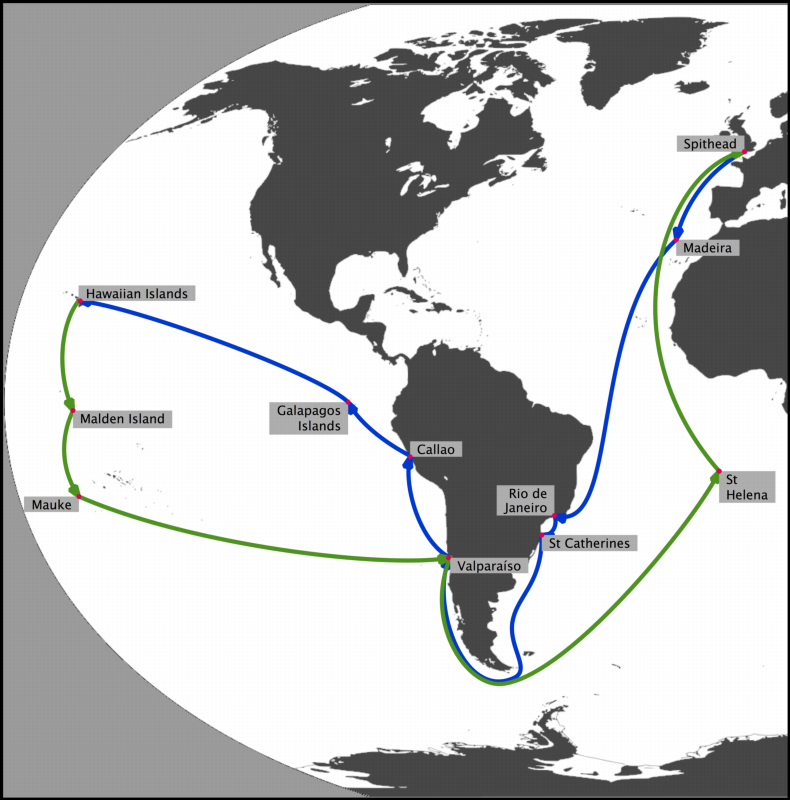
Trasa rejsu HMS Blonde

Andrew Bloxam (ur. 22 września 1801, zm. 2 lutego 1878) – angielski duchowny i przyrodnik.

## Podróż na HMS Blonde
Był przyrodnikiem na pokładzie HMS Blonde podczas rejsu wokół Ameryki Południowej i po Pacyfiku w latach 1824–26. Głównym celem podróży był przetransportowanie na Hawaje ciał króla Kamehameha II i królowej Kamamalu, którzy zmarli na odrę podczas wizyty w Anglii, ale przy okazji zamierzano również dokonać badań przyrodniczych i geograficznych. Andrew Bloxam został mianowany przyrodnikiem; jego brat Rowland Bloxam był kapelanem. Na pokładzie statku był również szkocki botanik James Macrae wysłany przez Królewskie Towarzystwo Ogrodnicze. Sporządził on dziennik z podróży, później zredagowany przez Williama Wilsona i opublikowany w 1922 roku.
Statek opuścił Spithead w Anglii w dniu 28 września 1824 r. Po zawinięciu na Maderę dotarł do Rio de Janeiro w Brazylii w dniu 27 listopada 1824 r. 1 stycznia 1825 r. opuścili Brazylię i 4 lutego 1825 r. dopłynęli do Valparaíso w Chile. Stąd popłynęli na północ wzdłuż wybrzeża. 16 marca dotarli do Callao w Peru, po czym popłynęli na zachód na wyspy Galapagos, gdzie pozostawali od 25 marca do 3 kwietnia 1825 r. 4 maja 1825 r. dopłynęli na Wyspy Hawajskie (wtedy znane jako Wyspy Sandwich).
Na Hawajach pozostali do 18 lipca 1825 r., po czym opuścili je, planując udać się na Tahiti, ale w rzeczywistości wylądowali najpierw na Malden Island 30 lipca 1825 r., a następnie w Mauke na Wyspach Cooka w dniu 8 sierpnia 1825 r. Stąd wrócili do Valparaíso, do którego dotarli 6 września 1825 r. Po spędzeniu nieco czasu na zwiedzaniu wybrzeży Chile, ostatecznie opuścili Valparaíso, kierując się do wyspy św. Heleny na południowym Atlantyku. Dotarli do niej 23 stycznia 1826 r. Pięć dni później opuścili ją i 15 marca 1826 r. dotarli do Anglii. Wyprawa trwała 532 dni. W czasie tego rejsu Andrew Bloxam zajmował się głównie kolekcjonowaniem ptaków.

## Wyniki podróży
Po powrocie do Anglii A. Bloxam napisał dla admiralicji sprawozdanie z opisem zebranych okazów. Dwie skrzynki zawierały około stu okazów ptaków. Oprócz ptaków zebrał także okazy geologiczne i mineralogiczne, owady, muszle i inne morskie artefakty z Ameryki Południowej i wysp Pacyfiku odwiedzanych przez HMS Blonde. Jednym z zebranych przez niego ptaków był klarnetnik brązowy, którego pierwotnie nazwał Turdus woahensis (obecnie Myadestes lanaiensis woahensis). Jest to jedyny istniejący okaz tego gatunku, ponieważ później wyginął on. Innym jego odkryciem naukowym była hawajka rdzawa, którą nazwał Fringilla rufa (obecnie Loxops wolstenholmei). Ten ptak również wymarł.
W czasie wyprawy A. Bloxam zauważył, że ptaki hawajskie żywiące się nektarem różniły się od kolibrów. Umieścił je w nowym rodzaju Nectarina (obecnie nieuznawanym) i napisał, że w locie przypominały zięby. Obecnie znane są jako pełzacze miodowe i należą do kilku rodzajów.

## Dalsze życie i praca naukowa
Jako pastor anglikański  zamieszkał w Warwickshire, później w Leicestershire. Nie wykazywał już większego zainteresowania ptakami, zajął się głównie duszpasterstwem oraz botaniką i mykologią. Zaprzyjaźnił się z botanikiem i również duchownym Churchillem Babingtonem i razem opisywali rośliny kwiatowe rejonu, w którym mieszkali i pracowali. A. Bloxam szczególnie interesował się grzybami i roślinami z rodzajami Rubus i Rosa. Opisał wiele ich nowych gatunków. Wiele ich gatunków uprawiał w swoim ogrodzie, by je móc dokładniej obserwować. Był jednym z autorów książkowego opracowania flory okolic Leicestershire.
Bloxam interesował się również grzybami. Był związany z M.J. Berkeleyem, innym duchownym, którego nazywano twórcą brytyjskiej mykologii. Bloxam nadał nowe naukowe nazwy co najmniej 11 gatunkom grzybów wymienionym w Index Fungorum. W 1854 r. Berkeley i jego współpracownik Christopher Edmund Broome nadali rodzajowi grzybów nazwę Bloxamia na cześć pracy Bloxama nad grupą grzybów zwaną wówczas Sphaeriacei. Nazwali także jego imieniem gatunek grzyba Agaricus bloxamii (obecnie Entoloma bloxamii).
Przy nazwach naukowych utworzonych przez niego taksonów dodawany jest skrót jego nazwiska A. Bloxam.